# مدفع ذو قضبان

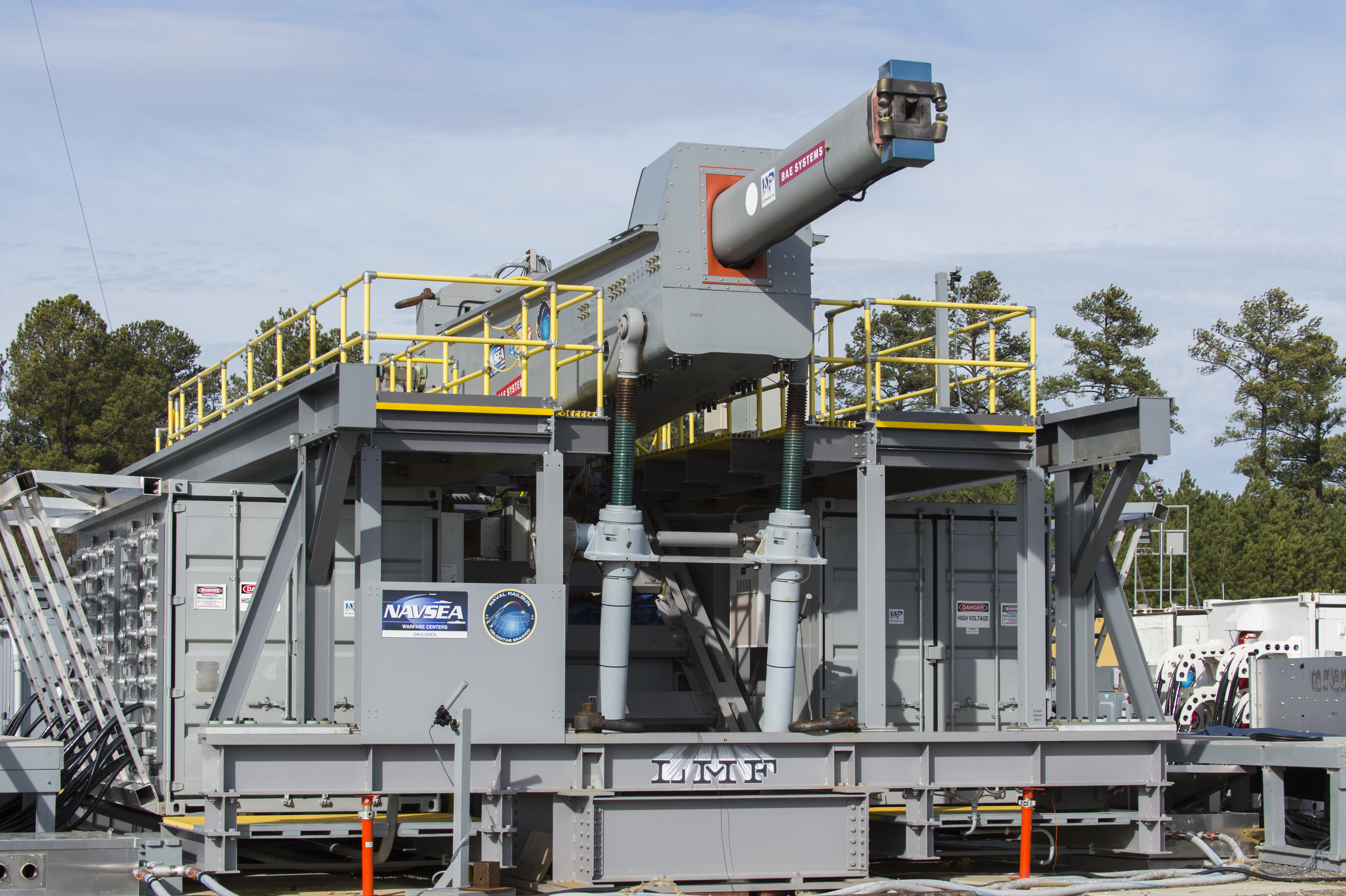
Electromagnetic Railgun/EMRG der US-Navy

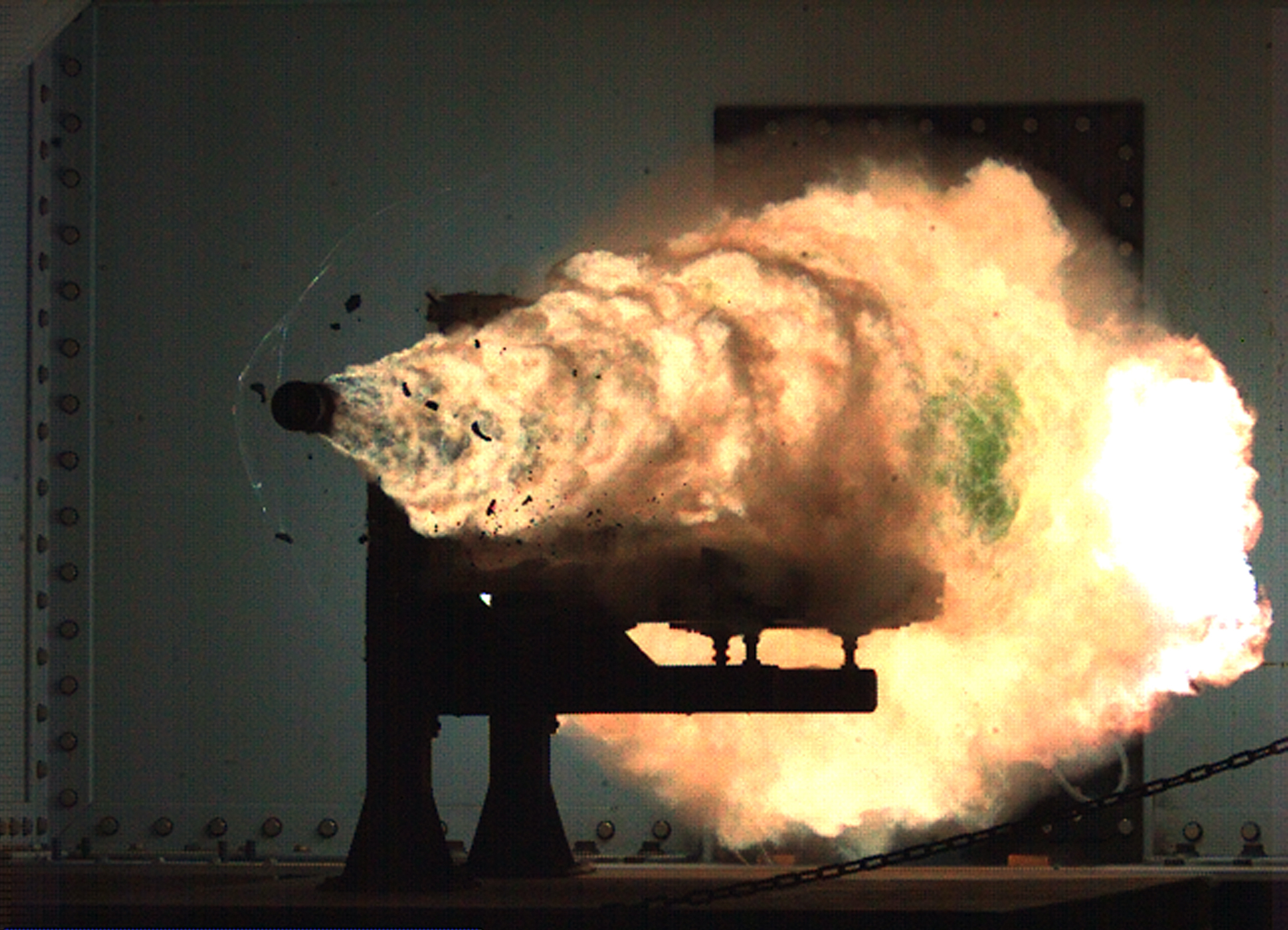
مركز الأسلحة السطحية البحرية يختبر الإطلاق في يناير 2008

المدفع ذو قضبان (بالإنجليزية: Railgun)‏ هو مطلق قذائف كهرومغناطيسي مشغّل كهربائياً مؤَسس على مبادئ مماثلة للمحرك أحادي القطب. يتكون الريلغان من زوج من القضبان المتوازية، مع عضو إنتاج منزلق مسارَع بواسطة التأثيرات الكهرومغناطيسية لتيار يتدفق عبر قضيب واحد، داخل عضو الإنتاج ومن ثم يرجع للقضيب الآخر.
وُجدت الريلغان لزمن طويل كتقنية تجريبية لكن كتلة، وحجم وتكلفة إمدادات الطاقة المطلوبة من الريلغان من أن تصير أسلحة عسكرية عملية. مع ذلك، في السنوات الأخيرة، فقد قيم بأداء جهود ملحوظة نحو تطويرها كتقنية عسكرية معقولة. فمثلاً، في أواخر العقد الأول من القرن الحادي والعشرين، اختبرت بحرية الولايات المتحدة ريلغان يسارع قذيفة بوزن 3.2 كغ (7 أرطال) لسرعات فرطصوتية مقاربة ل2.4 كم/ثانية (8,600 كم/ساعة)، ماخ 7 تقريباً. وأعطوا المشروع الشعار اللاتيني "Velocitas Eradico" بمعنى «أنا،[بكوني] السرعة، أبيد».
إضافة للتطبيقات العسكرية، فقد اقتُرح استعمال الريلغان كتقنية إطلاق فضائي غير صاروخي للمركبات الفضائية؛ مع ذلك، فإن لم يكن مسار الإطلاق طويلاً بشكل بارز، وانتشر التسارع المطلوب لوقت أطول، فإن إطلاقات كهذه ستكون محصورة للمركبات الفضائية بدون طيار حتماً.

## الأساسيات

رسم تخطيطي لريلغان

قد يكون عضو الإنتاج جزءاً متكاملاً من القذيفة، لكنه قد يُهيَّأ ليُسارِع قذيفة منفصلة معزولة كهربائية أو غير موصلة. الموصلات الصلبة المعدنية المنزلقة تكون غالباً الهيأة المفضلة لعضو الإنتاج في الريلغان، لكن، يمكن أيضاً استعمال عضو إنتاج «بلازمي» أو «هجين». عضو الإنتاج البلازمي يُشكَّل بواسطة قوس من غاز متأين يُستعمَل لدفع حمولة صلبة غير موصلة بأسلوب مشابه لضغط الغاز الدافع في السلاح الناري التقليدي. عضو الإنتاج الهجين يستعمل زوجاً من عدسات «البلازما» لربط عضو إنتاج معدني بقضيبي السلاح. أعضاء الإنتاج الصلبة يمكن أيضاً أن «تتحول» إلى أعضاء إنتاج هجينة، عادة بعد اجتياز عتبة سرعة معينة.
في أبسط أشكالها (وأكثرها استعمالاً)، تختلف الريلغان عن المحرك الأحادي القطب التقليدي في أنه لا يُستفاد من ملفات مجال إضافية (أو مغانط دائمة). هذا التكوين هكذا يكون محرك أحادي القطب خطي ذاتي الإثارة مُكوَّن بواسطة أنشوطة واحدة من التيار. شكل مختلف مألوف نسبياً من هذا التكوين هو الريلغان المزود في فيه التيار الدافع يمر خلال أزواج إضافية من الموصلات المتوازية، منظماً لرفع («تزويد») المجال المغناطيسي الذي يمر به عضو الإنتاج المتحرك. في علم مصطلحات المحركات الكهربائية، الريلغانات المزودة هي تكوينات محركات جامعة.
يتطلب الريلغان إمداد طاقة بتيار مستمر نابض. من أجل التطبيقات العسكرية المحتملة، فالريلغان يكون موضع اهتمام لأنه يستطيع إنجاز سرعات فوهة أعلى بكثير من الأسلحة النارية المزودة بدافعات كيميائية عادية. سرعات الفوهة المتزايدة يمكن أن تنقل فوائد نطاقات الإطلاق المتزايدة في حين أن، من حيث تأثير الهدف، السرعات النهائية المتزايدة يمكنها أن تسمح باستعمال طلقات الطاقة الحركية كبدائل لالقذائف المتفجرة. ولهذا، تهدف تصاميم الريلغانات العسكرية النموذجية لسرعات فوهة بمدى 2000-3500 م/س وطاقات فوهة بمدى 5-50 ميغا جول. من أجل المقارنة، 50م.ج. مساوية للطاقة الحركية لحافلة مدرسية تزن 5 أطنان مترية، منطلقة بسرعة 509 كم/سا (316 ميل/سا). من أجل الريلغانات وحيدة الدورة، متطلبات المهمة هذه تتطلب تيارات تشغيل بعدة ملايين أمبير، لذا فإمداد طاقة ريلغان نموذجي قد يُصمم لإيصال تيار إطلاق يساوي 5 ملايين أمبير لبضع مللي-ثوانٍ. حيث أن قوى المجال المغناطيسي المطلوبة لإطلاقات كهذه نموذجياً ستكون تقريباً 10 تيسلا، أكثر تصاميم الريلغان المؤقتة «هوائية النواة» بشكل فعال، أي أنها لا تستعمل المواد المغناطيسية الحديدية كالحديد لزيادة التدفق المغناطيسي.
قد يُلاحَظ أن سرعات الريلغان تقل عموماً داخل مدى تلك التي يُحصَل عليها من أسلحة الغاز الخفيف ذات المرحلتين؛ مع ذلك، فالأخيرة تعتبر مناسبة فقط للاستخدام المخبري عمومًا في حين أن الريلغانات توفر بعض الاحتمالات الممكنة للتطوير كأسلحة عسكرية. في بعض مشاريع أبحاث السرعة الفائقة، القذائف «مدخلة مسبقاً» في الريلغانات، لتجنب الحاجة لبداية ثابتة، واستعمل كل من أسلحة الغاز الخفيف ذات المرحلتين وأسلحة البارود التقليدية لهذا الدور. مبدئياً، إن كان ممكناً تطوير تقنية إمداد الطاقة للريلغان لتزود بوحدات محكمة، موثوقة وخفيفة الوزن، فإن حجم وكتلة النظام الكلي المطلوب لاستيعاب إمداد طاقة كهذا ووقوده الأساسي يمكن أن يكون أقل من الحجم والكتلة الكليين المطلوبين لكمية مساوية مهمة للدافعات التقليدية والذخيرة المتفجرة. تطوير كهذا سينقل أفضلية عسكرية أبعد في التخلص من المتفجرات من أية منصة أسلحة عسكرية ستقلل قابليتها للإصابة بنيران العدو.

## التاريخ

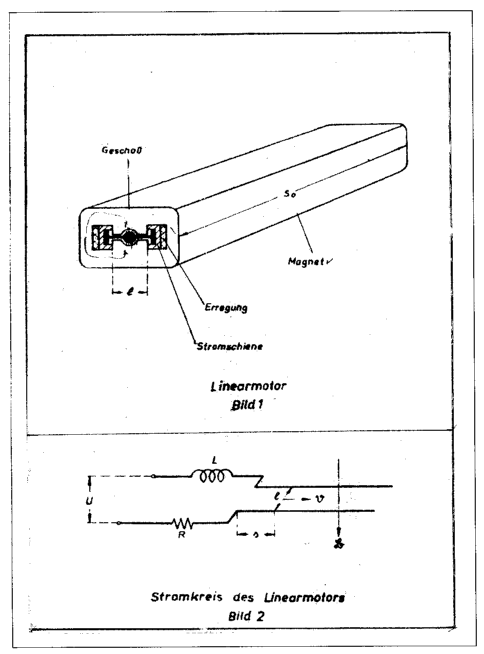
رسومات لريلغان ألماني

في 1918، اخترع المخترع الفرنسي لويس أوكتاف فوشون-فيليبلي مدفعاً كهربائياً الذي كان أول أشكال الريلغان. قام بالتقدم من للحصول على براءة اختراع أمريكية في 1 أبريل 1919، التي أُصدرت في يوليو 1922 كبراءة اختراع ر. 1,421,435 «جهاز كهربائي لدفع القذائف». في جهازه، يوجد قضيبا توصيل موصولين بواسطة جناحي القذيفة، والجهاز بأكمله محاط بحقل مغناطيسي. بواسطة تيار مار خلال قضيبي التوصيل والقذيفة، تُنتَج قوة تدفع القذيفة بجانب قضيبي التوصيل وتنطلق.
في 1944، أثناء الحرب العالمية الثانية، يواكيم هانسلر من مكتب الذخائر الألماني بنى أول ريلغان عاملة، واقتُرِح سلاح كهربائي مضاد للطائرات. بحلول أواخر 1944، استُنبِطت نظرية كافية للسماح لقيادة فلاك من اللوفتڤافه بإصدار مواصفات، تطلبت سرعة فوهة تساوي 2,000 م/ث (6,600 قدم/ث) وقذيفة تحوي 0.5 كغ (1.1 رط) من المتفجرات. هذه الأسلحة كانت لتُحمَّل في ست مدفعيات تطلق 12 طلقة في الدقيقة، وكانت مناسبة لتحميل فلاك 40 عيار 12.8 سم . لم يتم بنائها. عندما اكتُشفت التفاصيل بعد الحرب أثارت الكثير من الاهتمام وقيم بدراسات أكثر تفصيلاً، بلغت ذروتها بتقرير في 1947 اختُتِم بأن السلاح نظرياً يمكن تنفيذه، ولكن كل مدفعية ستحتاج طاقة كافية لإضاءة نصف شيكاغو.
في 1950، السير مارك أوليفانت، فيزيائي أسترالي والمدير الأول مدرسة أبحاث العلوم الفيزيائية في الجامعة الوطنية الأسترالية حديثة الإنشاء ذاك الوقت، بدأ تصميم وبناء أكبر مولد أحادي القطب (500 ميغاجول) في العالم. هذه الآلة صارت عملية منذ 1962 واستُعمِلت لاحقاً لتزويد ريلغان واسع النطاق استُعمِل كتجربة علمية.

## التصميم

### النظرية
الريلغان يتكون من قضيبين (بالإنجليزية: Rail)‏ معدنيين متوازيين متصلين بمزود طاقة كهربائي. عندما تُدخّل قذيفة موصلة بين القضيبين (عند النهاية المتصلة بمزود الطاقة)، تكمل الدورة. تتدفق الإلكترونات من الطرف السالب لمزود الطاقة للأعلى عبر القضيب السالب، عبر القذيفة، للأسفل عبر القضيب الموجب، عائدة إلى مزود الطاقة.
هذا التيار يجعل الريلغان يسلك سلوك مغناطيس كهربي، مكوناً حقلاً مغناطيسياً داخل العقدة المكونة بواسطة طول القضيبين حتى موقع عضو الإنتاج. وفقاً لقاعدة اليد اليمنى، يدور الحقل المغناطيسي حول كل موصل. حيث أن التيار في الاتجاه المعاكس على طول كل قضيب، فإن الحقل المغناطيسي الشبكي بين القضيبين (B) يوجه على زوايا يمين المستوى المكون بواسطة المحاور المركزية للقضيبين وعضو الإنتاج. إلى جانب التيار (I) في عضو الإنتاج، ينتج هذا قوى لورنتس تقوم بتسريع القذيفة بين القضيبين، بعيداً عن مزود الطاقة. هناك أيضاً قوى لورنتس تعمل على القضيبين وتحاول دفعهما بعيداً عن بعضهما، ولكن بسبب تركيب القضيبين بإحكام، فلا يمكنهما التحرك.
بحكم التعريف، إذا كان تيار مقداره أمبير واحد يتدفق في زوج من الموصلات المتوازية اللانهائية الطول مفصولة مقدار متر واحد، فإن مقدار القوة على كل متر من هذه الموصلات سيكون 0.2 ميكرونيوتن بالضبط. إضافة لذلك، عموماً، فالقوة ستكون نسبية لمربع مقدار التيار ونسبية عكسياً للمسافة بين الموصلات. يتبع ذلك أيضاً أنه، بالنسبة للريلغانات ذات كتلة قذائف ببضع كيلوغرامات وأطوال سبطانات ببضع أمتار، فإن تيارات كبيرة جداً ستكون مطلوبة لتسريع القذائف لسرعات لترتيب 1,000 م/ث.
مزود طاقة كبير جداً، يزود بترتيب مليون أمبير من التيار، سيكون قوة هائلة على القذيفة، مما يسارعها لسرعة عدة كيلومترات في الثانية (كم/ث). 20 كم/ث اُنجِزت بقذائف صغيرة متفجرة مُدخَلة في الريلغان. بالرغم من أن هذه السرعات ممكنة، فإن الحرارة المتولدة من دفع القذيفة كافية لتآكل القضيبين بسرعة. تحت شروط الاستعمال العالي، الريلغانات الحالية ستتطلب استبدالاً دورياً للقضبان، أو استعمال مادة مقاومة للحرارة تكون موصلة بشكل كافٍ لإنتاج نفس التأثير.

### المعادلة الرياضية
مقدار متجه القوة يمكن تحديده من شكل من قانون بيوت - سافارت ونتيجة لقوى لورنتس. يمكن اشتقاقه رياضياً من حيث ثابت النفاذية ({\displaystyle \mu _{0}})، نصف قطر القضيبين (اللذين يُفتَرضان بأنهما دائريان من مقطع عرضي) ({\displaystyle r})، المسافة بين نقطتي منتصف القضيبين ({\displaystyle d}) والتيار بالأمبير عبر النظام ({\displaystyle I}) كالتالي:
يمكن أن يظهر من قانون بيوت - سافارت أنه عند نهاية واحدة لسلك شبه لانهائي حامل للتيار، فإن المجال المغناطيسي عند مسافة عمودية معطاة ({\displaystyle s}) عند نهاية السلك تعطى بـ:
{\displaystyle \mathbf {B} (s)={\frac {\mu _{0}I}{2\pi s}}}
لاحظ أن هذا عندما يمر السلك من موقع عضو الإنتاج مثلاً، من x=0 بالعودة إلى {\displaystyle x=-\infty }.

## التطبيقات

### كأسلحة

#### الاختبارات
تواصل البحرية الأمريكية إجراء التجارب على دفع مقذوفات صورايخ وقنابل موجهة منذ 2013 والا الآن لم تدخل أي منها الخدمة رسميا ولكن يتوقع ان تدخل الخدمة 2030

## وصلات خارجية
- NRL Railgun Demonstration Video مختبر أبحاث البحرية الأمريكية، يوليو 2010
- ريلغان كهرومغناطيسي مقالة بوبلر ساينس
- فيديو لاختبار إطلاق ريلغان البحرية، منشأة إطلاق البحرية الكهرومغناطيسي، الطلقة التجريبية #1، 2 أكتوبر 2006. المصدر: Fredericksburg.com، تم الوصول في 30 يناير 2007
- أقوى ريلغان في العالم تُسلَّم للبحرية، 14 نوفمبر 2007